# Vlastimil Hort
Vlastimil Hort (Kladno, Checoslovaquia, 12 de enero de 1944-12 de mayo de 2025) fue un ajedrecista checo, Gran Maestro Internacional de ajedrez de la República Checa. Fue uno de los ajedrecistas más fuertes del mundo durante los años 1960 y 1970, y alcanzó la fase de Candidatos del Campeonato del mundo de ajedrez, pero nunca pudo competir por el título. En la lista de enero de 2010 de la FIDE tenía un ELO de 2474.

## Biografía

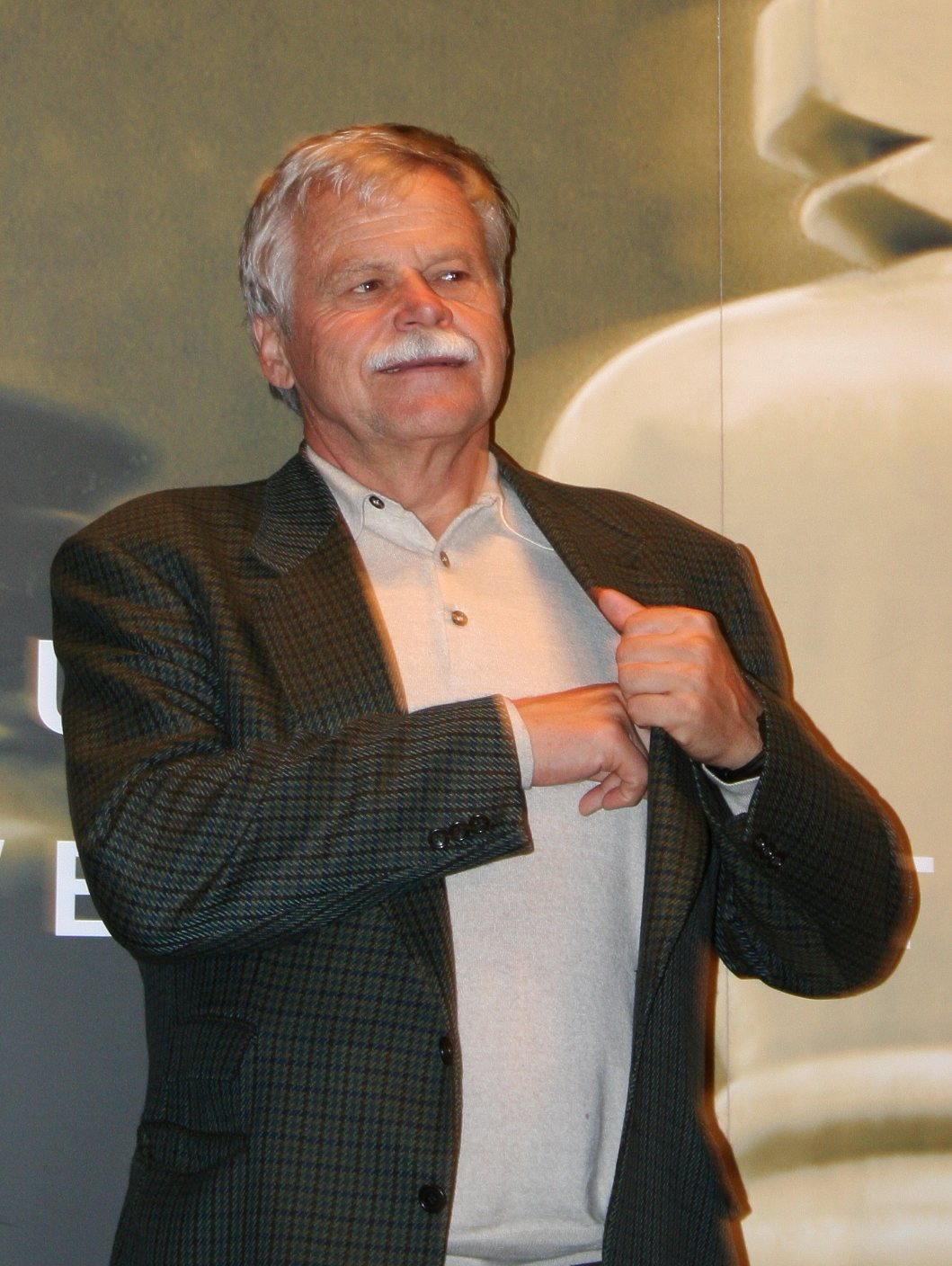
Vlastimil Hort, en 2005.

Hort nació en Kladno (Checoslovaquia]) y fue ciudadano checoslovaco durante la primera parte de su carrera ajedrecística, ganando los campeonatos nacionales de 1970, 1971, 1972, 1975 y 1977. Consiguió el título de Gran Maestro en 1965 como ciudadano checoslovaco. Jugando para Checoslovaquia ganó varios grandes torneos (Hastings 1967-8, Skopje 1969, etc.), ganándose el reconocimiento de ser uno de los jugadores no-soviéticos más fuertes del mundo. Esto le llevó a representar el equipo del "Mundo" en el gran match de 1970 "URSS contra el Resto del Mundo", donde ocupó el cuarto tablero y tuvo un notable resultado de +1 contra el formidable Gran Maestro soviético Lev Polugaevsky, algunos lo consideran su mejor resultado. Emigró a Alemania Occidental durante los años 1980. ganando el campeonato nacional de su nueva nación en 1987, 1989 y 1991. A pesar de su avanzada edad, se ha mantenido como un competidor de torneo activo, representando a la Alemania unificada y jugando en equipos inter alia o de "veteranos" en matches bajo el sistema Scheveningen contra equipos de Grandes Maestros Femeninos.
Hort participó en varios Torneos zonales e interzonales de clasificación para seleccionar el desafiante al título mundial, generalmente con buenos resultados pero sin alcanzar las etapas finales del proceso de Candidatos. Llegó a fase de los matches de Candidatos en los años 1977 y 1978 pero fue eliminado en la primera ronda, en un competido match contra el campeón del mundo de ajedrez Boris Spassky. La fama de Hort como uno de los mayores deportistas del ajedrez fue aumentada por un acontecimiento durante este match. Durante las últimas etapas de la competición, Spassky se sintió enfermo y no pudo jugar. Durante los matches de Candidatos, a cada jugador se le asignó un número fijo de días de descanso según ellos quisieran, pero Spassky agotó todos sus descansos antes de jugar una partida. En este momento Hort podría haber reclamado sus derechos de ganar por incomparecencua e incluso muchos de sus colegas lo habrían hecho. En el evento, sin embargo, Hort hizo un gesto deportivo de ofrecer a Spassky uno de sus propios descansos de tal manera que el excampeón pudiera completar su recuperación. Spassky (un notable gentleman del tablero) siguió el match ganando por el margen más estrecho, eliminando a Hort del Ciclo de Candidatos pero asegurando que sería recordado por los seguidores del ajedrez por su galantería. La última partida del match tuvo una conclusión un tanto extraña, ya que Hort había establecido una clara posición ganadora, pero inexplicablemente olvidó el tiempo y se sentó a pensar hasta que se le cayó la bandera, haciendo que Spassky ganara la partida y el match. Al día siguiente Hort dio lo que sería por entonces el récord mundial de simultáneas jugando contra 600 oponentes. Explicó que dio la exhibición para olvidar la estúpida partida que perdió contra Spassky.
Curiosamente la partida más recordada de Hort es una que, de hecho, no jugó. El interzonal de 1967 en Sousse incluyó entre otros no sólo a Hort, sino también al gran pero voluble Bobby Fischer. En la décima ronda Fischer lideraba el torneo con una cómoda ventaja sobre sus perseguidores, pero entonces como consecuencia de una disputa con los organizadores del torneo por su calendario de partidas decidió no presentarse a su partida contra Aivars Gipslis marchando a Túnez. La organización consiguió convencerle de que volviera al torneo y jugó otras dos rondas contra Samuel Reshevsky and Robert Byrne pero como la disputa seguía sin resolverse Fischer no apareció de nuevo, esta vez en su partida contra Hort, al que se le otorgó una victoria por incomparecencia. A pesar de nuevas negociaciones entre los organizadores y Fischer éste no regresó al torneo y empezó su penúltimo distanciamiento del ajedrez magistral. Hort terminó el interzonal en un empate por la sexta plaza con Samuel Reshevsky y Leonid Stein, pero no avanzó a los matches de Candidatos, Reshevsky se convirtió en el Candidato después de un match de desempate de tres jugadores.
La siguiente es una partida de ejemplo del zonal de 1967 (torneo de clasificación para el interzonal de Sousse) jugado en Halle (Alemania Oriental) que ilustra la capacidad de Hort de convertir una iniciativa posicional en un ataque ganador. Su oponente fue el eminente Maestro Internacional (después Gran Maestro) yugoslavo Dragoljub Minic. 
Hort-Minic, Defensa india de rey: 1.d4 Cf6 2.c4 g6 3.Cc3 Ag7 4.e4 d6 5.Ae2 O-O 6.Ag5 c5 7.d5 h6 8.Ae3 Rh7 9.Cf3 Te8 10.O-O Cbd7 11.Dc2 e6 12.dxe6 Txe6 13.Tad1 De7 14.Tfe1 Cxe4 15.Cd5 Dd8 16.Ad3 f5 17.Cf4 Te8 18.Axe4 Txe4 19.Txd6 Dc7 20.Txg6 Txf4 21.Axf4 Dxf4 22.Txg7+ Rxg7 23.Dc3+ Cf6 24.Te7+ Rg6 25.Ce5+ Rh5 26.Tg7 Ae6 27.Dh3+ Dh4 28.Cg6 1-0.
Nótese que si el negro captura la dama, el blanco tiene un elegante mate con 29.Cf4+ Rh4 30.g3+!